# Илиев, Илиян (1968)
Илиян Илиев (болг. Илиан Илиев; род. 2 июля 1968) — болгарский футболист и футбольный тренер. С 2018 года возглавляет болгарский клуб «Черно море».
Он известен своими выступлениями за португальскую «Бенфику» и болгарские команды «Черно море» и «Левски». За национальную сборную Илиев провёл 35 матчей.

## Клубная карьера
Родившийся в Варне Илиев начинал свою карьеру футболиста в местном клубе «Черно море». После хороших результатов за юношеские команды клуба он был включён в основной состав «Черно море» в 1986 году. За пять сезонов, с 1986 по 1991 год, Илиев провёл за клуб 123 матча и забил 31 гол. Перед сезоном 1991/92 он перешёл в софийский «Левски», с которым в последующие пять лет три раза становился чемпионом Болгарии и один раз выиграл Кубок Болгарии. В 1995 году Илиев стал футболистом португальской «Бенфики», спустя год став в её составе обладателем Кубка Португалии. Затем он выступал за болгарскую «Славию», турецкий «Бурсаспор», греческий АЕК, а также португальские «Маритиму» и «Салгейруш». Илиев завершил карьеру футболиста в своём первом клубе «Черно море» в 2004 году.

## Карьера в сборной
22 сентября 1991 года Илиян Илиев дебютировал за сборную Болгарии в товарищеском матче с Турцией, проходившем в Стара-Загоре. Всего он провёл 35 матчей за национальную команду и забил три гола. Илиев был включён в состав Болгарии на чемпионат мира по футболу 1998 года во Франции, где сыграл в трёх матчах.

## Тренерская карьера
После завершения карьеры футболиста в 2004 году Илиев сразу же перешёл на тренерскую деятельность. В июне 2004 года он был назначен главным тренером родного для него клуба «Черно море». 3 марта 2006 года Илиев ушёл в отставку после домашнего поражения (0:1) от команды «Родопа Смолян». С 2006 года он возглавлял болгарский «Берое». Под его руководством клуб в сезоне 2009/10 впервые в своей истории выиграл Кубок Болгарии, что позволило ему также участвовать в квалификации Лиги Европы УЕФА 2010/11. Илиев же был признан лучшим тренером болгарского чемпионата 2009/2010 ассоциацией болгарских футболистов.
6 апреля 2012 года было объявлено о том, что Илиев станет новым главным тренером софийского «Левски». Он был должен завершить сезон во главе «Берое», а в новой должности начать работать со стартом сезона 2012/13. Его контракт был рассчитан до июня 2015 года, но 12 апреля 2013 года руководство «Левски» уволило его и заменило на Николая Митова.
В середине мая 2014 года Илиев достиг соглашения с ангольским клубом «Интерклуби». Он был назначен главным тренером, а его соотечественник Петр Костадинов — его помощником. В 2016 году Илиев вернулся на родину, возглавив пловдивский «Локомотив». Команда заняла пятое место в чемпионате Болгарии по итогам сезона 2015/16, уступив четвёртую еврокубковую строчку софийской «Славии» лишь по личным встречам. 17 октября 2016 года после поражения (1:2) от «Локомотива» из Горна-Оряховицы Илиев объявил о том, что покидает пловдивский «Локомотив». В начале 2017 года он подписал контракт с новообразованным казахстанским клубом «Алтай», но он был расторгнут в феврале 2017 года, так как клуб в конечном итоге не получил лицензию на участие в казахстанской Премьер-лиге.
9 июня 2017 года Илиев был назначен главным тренером команды болгарской Первой лиги «Верея». После успешного периода в «Верее» в декабре 2017 года он вновь возглавил родной для себя «Черно море».

## Достижения

### В качестве игрока
«Левски София»
- Чемпион Болгарии (3): 1992/93, 1993/94, 1994/95
- Обладатель Кубка Болгарии (2): 1991/92, 1993/94

 «Бенфика»
- Обладатель Кубка Португалии (1): 1995/96

### В качестве тренера
«Берое»
- Обладатель Кубка Болгарии (1): 2009/10

## Личная жизнь
Сын Илиян Илиев-младший (р. 1999, в Маритиму) также стал футболистом.